# Hemiptocha
Hemiptocha is een geslacht van vlinders van de familie grasmotten (Crambidae).

## Soorten
- H. agraphella Dognin, 1905
- H. argentosus Snellen, 1893
- H. atratellus Hampson, 1919
- H. chalcostomus Dyar, 1916